# Дукаджини, Николай Пал
Николай Пал Дукаджини (алб. Nikollë Pal Dukagjini) — албанский феодал из рода Дукаджини. Участник освободительной борьбы албанского народа против османской агрессии.

## Биография
Николай был старшим сыном албанского князя Пала Дкаджини (1411—458), одного из основателей Лежской лиги. Он имел трёх младших братьев: Лека, Прогон и Георгий.
Николай Пал Дукаджини был женат на Хиранне Арианити, третьей дочери Георгия Арианити (1383—1462) и Марии Музаки. Супруги имели единственного сына Прогона.
После смерти Скандербега в 1468 году Николай Дукаджини и его братья Лека и Прогон были союзниками Венецианской республики в борьбе против турок-османов.
После первой осады Шкодера в августе 1474 года турецкая армия, отступая, разорила и сожгла окрестные албанские города и селения, убивая и пленяя местное население. Среди сожженных был замок Даньо, несмотря на сильное сопротивление, которое туркам оказал гарнизон под руководством братьев Николая и Лека Дукаджини. В июле 1478 году турки-османы захватили Крую, затем пали Дриваст и Лежа. Многие албанские воины участвовали в обороне Шкодера во время второй осады города турками (1478—1479). Среди них были Теодор и Будомир Дукаджини, двоюродные братья Николая, которые погибли в боях.
25 января 1479 года Венецианская республика подписала Константинопольский мирный договор с Османской империей, по условиям которого крепость Шкодер переходил в руки турок. 25 апреля 1479 года турки вошли в Шкодер, спровоцировав массовую эмиграцию местного населения, в основном в Венецию. Несколько албанских дворян бежало в Италию, среди них были Николай и Лека Дукаджини.
3 мая 1481 года скончался османский султан Мехмед II (1451—1481). В империи началась гражданская война между его сыновьями Баязидом и Джемом. Этим решили воспользоваться албанские князья в изгнании, чтобы вернуться на родину и вернуть себе свои бывшие княжества. В начале лета 1481 года Николай и Лека Дукаджини прибыли в Албанию. Ректор Рагузы писал королю Неаполитанскому Фердинанду I и сообщал ему 2 июня 1481 года, что князь Влатко вернулся в Боснию, а Николай Дукаджини прибыл в Албанию, чтобы начать борьбу против турок-османов.
В Албанию также вернулся Гьон II Кастриоти, единственный сын Скандербега, он прибыл на четырёх неаполитанских галерах вместе с двоюродным братом Константином Музаки. Он высадился к югу от Дураццо, а Константин поплыл дальше на юг в область Химара. В это же время Николай и Лека Дукаджини отправились в Верхнюю Албанию, в высокогорья Лежа и Шкодера, чтобы возглавить восстание на севере. Братья Дукаджини напали на город Шкодер, вынудив бейлербея Румелии Хадим Сулейман-пашу отправить в Албанию дополнительные военные силы. Константин Музаки действовал в прибрежной зоне в Химаре, а Гьон Кастриоти собрал под своим командованием около 7 тысяч воинов. Гьон Кастриоти разбил турецкую армию, которая потеряла убитыми от 2 до 30 тысяч человек. 31 августа 1481 года повстанцы взяли Химару, а позднее пал замок Сопот, был взят в плен Хадым Сулейман-паша. Османский предводитель был отправлен в Неаполь в качестве трофея, но позднее был освобожден из плена за выкуп в 20 000 дукатов.
Действия албанских повстанцев под руководством Николая и Лека Дукаджини в Северном нагорье, Гьона Кастриоти и Константина Музаки в Центральной и Южной Албании помешали новым османским войскам высадиться в Италии. 10 сентября 1481 года итальянцы отбили обратно у турок захваченный ими город-порт Отранто.
Прогон Дукаджини, сын Николая, вернулся из Италии в Албанию в 1501 году и принял участие в антиосманском восстании, вспыхнувшем в Северной Албании. В конце концов он подписал мирный договор с турками. Османский султан Баязид II пожаловал ему титул паши и передал ему во владение часть владений рода Дукаджини в качестве тимара.